# 성삼문 선생 유허비
성삼문 선생 유허비(成三問 先生 遺墟碑)는 충청남도 홍성군 홍북면 노은리에 있는, 조선시대 성삼문(1418년 ∼ 1456년) 선생의 공적을 적은 비석이다. 1984년 5월 17일 충청남도의 문화재자료 제164호로 지정되었다.

## 개요
유허비란 옛 선현의 자취가 있는 곳을 후세에 전하고 이를 계기로 그를 추모하기 위해 세워두는 비로, 이 비는 조선시대 전기의 문신이면서 사육신의 한사람인 성삼문(1418∼1456) 선생의 공적을 적고 있다.
선생은 세종 29년(1447) 문과 중시에 장원으로 급제한 후 집현전 학사로 뽑혀 왕의 극진한 총애를 받았다. 왕이 훈민정음을 만들 때에는 정인지·최항·박팽년 등과 함께 훈민정음의 반포에 크게 공헌하였다. 수양대군이 어린 조카 단종의 왕위를 빼앗아 즉위하자 박팽년, 유응부, 허조, 이개 등과 함께 단종의 복위를 도모하다 발각되어 죽음을 당하였다. 절의를 지닌 대표적인 조선시대의 선비로서 오늘날에 이르러서도 많은 이들의 우러름을 받고 있다.
조선 현종 9년(1668) 선생이 태어난 이곳에 비를 세워두었으며, 현재는 비각을 세워 보존하고 있다. 송시열이 지은 글에, 김진상의 글씨로 하여 비문을 새겼다.

## 참고 자료
- 성삼문 선생 유허비 - 국가유산청 국가유산포털